# János Bud

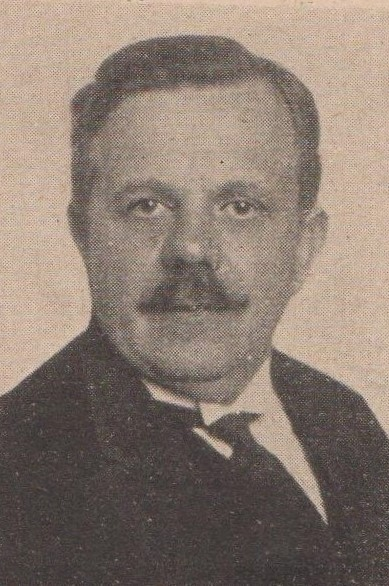
Jànos Bud, 1927

János Bud von Budfalva (* 30. Mai 1880 in Dragomérfalva, Komitat Máramaros, Königreich Ungarn; † 7. August 1950 in Budapest) war ein ungarischer Statistiker, Politiker und Minister.

## Leben
Nach dem Jurastudium in Budapest wurde Bud 1910 Assistenzsekretär im Handelsministerium, und im Folgejahr Privatdozent für Statistik an der Universität Budapest. 1916 wurde er Ministerialrat im Lebensmittelversorgungsamt und war ab 1920 Dozent für Wirtschaftspolitik an der Technischen Universität Budapest. Von 1922 bis 1924 war Bud im Kabinett von István Bethlen Minister für Ernährung, danach von 1924 bis 1928 Finanzminister und von 1928 bis 1931 Handelsminister. Vor seiner Amtszeit als Finanzminister vertrat er Ungarn oft vor dem Finanzausschuss des Völkerbundes und war ab 1922 Parlamentsabgeordneter.